# Річний (Адамовський район)
Річни́й (рос. Речной) — селище у складі Адамовського району Оренбурзької області, Росія.

## Населення
Населення — 440 осіб (2010; 734 у 2002).
Національний склад (станом на 2002 рік):
- росіяни — 68 %